# ThinkFree Office
Thinkfree Office, i marknadsföring skrivet ThinkFree Office, är ett datorprogram utvecklat av Haansoft Thinkfree Co. LTD.. Denna mjukvara är ett så kallat kontorspaket skrivet i java och kan köras på datorer som använder sig av Windows, Linux eller Mac OS. Thinkfree Office finns även i en webbaserad version.